# Polyptychus wojtusiaki
Polyptychus wojtusiaki là một loài bướm đêm thuộc họ Sphingidae. Loài này có ở Nigeria.